# Чучулете, Джорджана
Джорджана Андрея Чучулете, урождённая Кодэлатэ (рум. Georgiana Andreia Ciuciulete-Coadălată, родилась 23 апреля 1987 в Бэйлешти) — румынская гандболистка, линейная клуба «Залэу» и сборной Румынии. Финалистка Кубка ЕГФ 2012 года.